# Protoneobisium basilice
Espèce
Parobisium basilice est une espèce de pseudoscorpions de la famille des Neobisiidae.

## Distribution
Cette espèce est endémique de Croatie. Elle se rencontre dans la grotte Šutina Jama à Rastovac sur le mont Biokovo.

## Description
Le mâle holotype mesure 6,86 mm et la femelle paratype 8,52 mm.

## Publication originale
- Ćurčić, Dimitrijević & Rađa, 2008 : Protoneobisium basilice (Neobisiidae, Pseudoscorpiones), a new cave false scorpion from Mt. Biokovo, Croatia. Archives of Biological Sciences, vol. 60, no 1, p. 127-132.